# RauteMusik

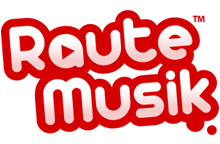
Logo RauteMusik

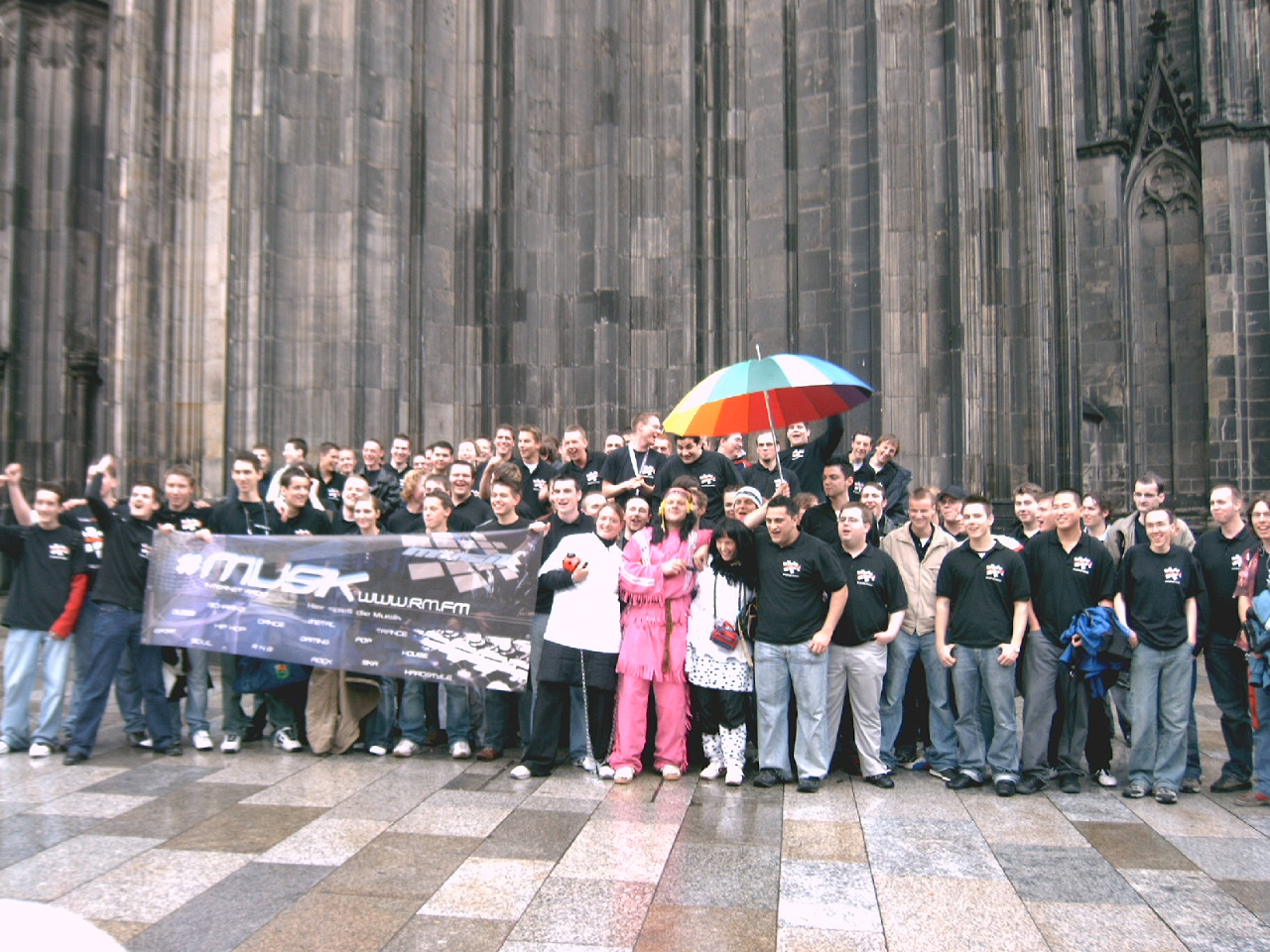
Część grupy administratorów RauteMusik na spotkaniu w Kolonii 14 maja 2005.

RauteMusik (RM, #Musik) – niemieckie młodzieżowe radio internetowe, liczące ok. 65 tysięcy zarejestrowanych słuchaczy i 140 regularnych redaktorów.
RauteMusik zostało założone 20 kwietnia 2003. W ciągu następnych trzech lat stało się największym niemieckim radiem internetowym. Pod koniec roku 2005 uzyskało od firmy TiDOnetworks profesjonalną administrację, od tego czasu stroną techniczną radia zajmuje się firma United Global24Music.COM z Berlina.